# Courlandon
Courlandon é uma comuna francesa na região administrativa do Grande Leste, no departamento de Marne. Estende-se por uma área de 3.4 km², e possui 283 habitantes, segundo o censo de 2018, com uma densidade de 83 hab/km².